# Acentrella fenestrata
Acentrella fenestrata är en dagsländeart som först beskrevs av Kazlauskas 1963.  Acentrella fenestrata ingår i släktet Acentrella och familjen ådagsländor. Inga underarter finns listade i Catalogue of Life.